# Strazdas
Strazdas è un singolo della cantante lituana Aistė Smilgevičiūtė, pubblicato nel 1999.
Il brano è cantato in samogitico, un dialetto della lingua lituana parlato nella parte occidentale del paese. È stato pubblicato commercialmente nei Paesi Bassi, dove è stato prodotto un CD singolo commercializzato come The Song - Thrush (il tordo è l'uccello a cui fa riferimento il titolo).
Con Strazdas Aistė Smilgevičiūtė ha vinto Nacionalinis finalas 1999, guadagnando il diritto di rappresentare la Lituania all'Eurovision Song Contest 1999 a Gerusalemme. Qui si è piazzata al 20º posto su 23 partecipanti con 13 punti totalizzati.

## Tracce
Testi di Sigitas Geda, musiche di Linas Rimša.
1. The Song - Thrush – 3:02
2. Outtake – 1:07
3. Strazdas (versione strumentale) – 3:03